# Ricardo Fastlicht
Ricardo Fastlicht (Cidade do México, 1975) é um ator mexicano.

## Filmografia

### Telenovelas
- El bienamado (2017) - Trevor
- Antes muerta que Lichita(2015-16)- Elías
- De que te quiero, te quiero (2013-2014) - Luis "Chato" Reynoso
- Porque el amor manda (2012-2013) - Ricardo Bautista
- Amorcito corazón (2011-2012) - Lic. Cecilio Monsalve
- Para volver a amar (2010) - Plinio
- Atrévete a soñar (2009-2010) - Paulo
- Un gancho al corazón (2008-2009) - Marcos Bonilla
- Al diablo con los guapos (2007-2008) - Paolo
- Amor mio (2006) - Felipe Gomez

### Séries
- Como dice el dicho (2011)
- Los simuladores (2009) - Zapata
- Amor mío (2006-2007) - Felipe Solano
- La escuelita VIP (2004) - Fantasma/Veterinario
- La Casa de la risa (2003-2006) - Varios